# Jürg Spahr
Jürg Spahr (Künstlername Jüsp; * 1. Februar 1925 in Catania; † 14. März 2002 in Basel) war ein Schweizer Karikaturist und Kabarettist.

## Leben

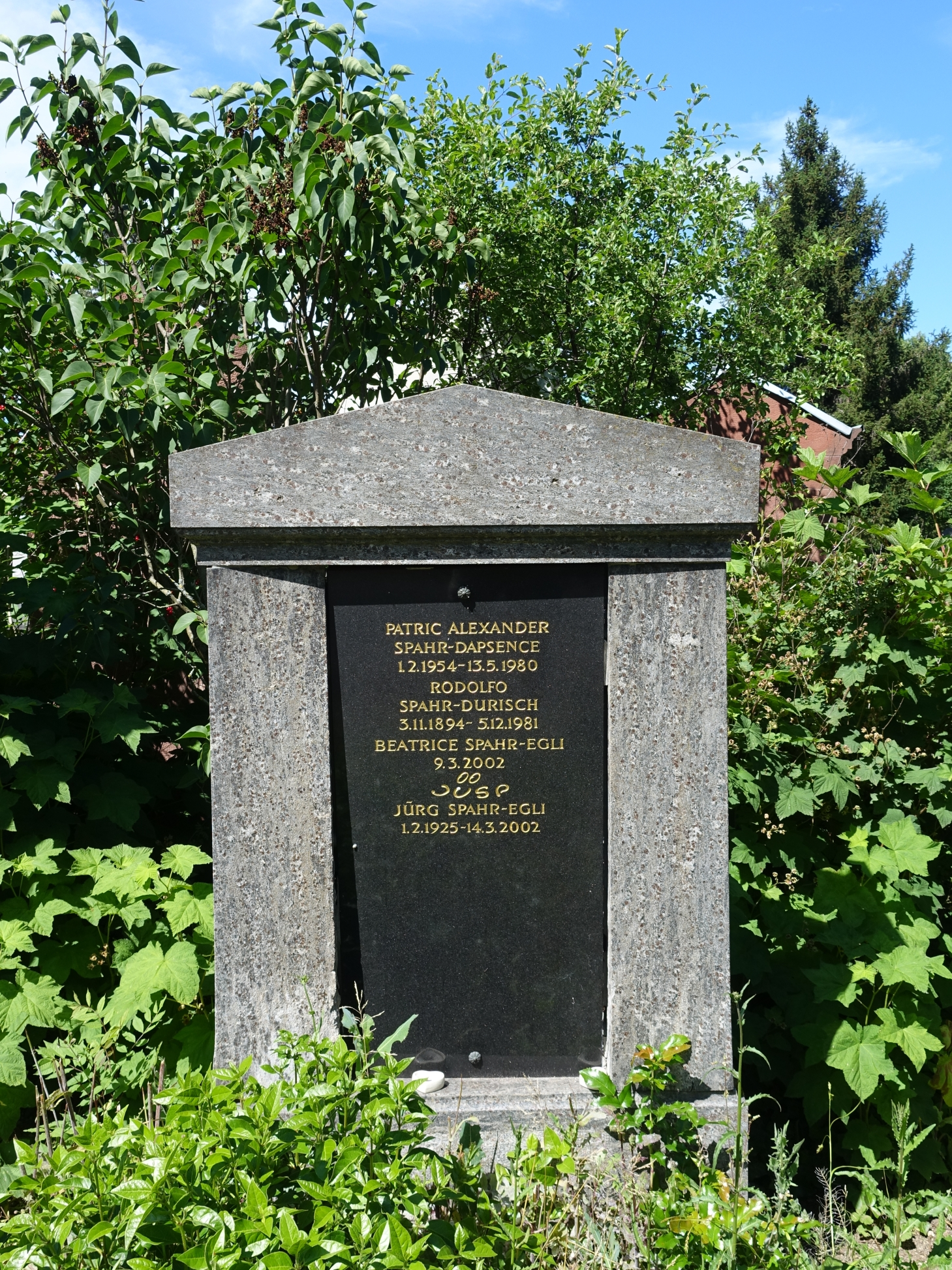
Grab auf dem Wolfgottesacker

Jürg Spahr wurde als Sohn einer Schweizer Kaufmannsfamilie in Sizilien geboren und wuchs ab 1939 in der Ostschweiz auf. Von 1945 bis 1948 studierte er Rechtswissenschaften.
Spar publizierte 1943 erste Cartoons und war ab 1948 als freischaffender Karikaturist und Grafiker tätig. Von 1948 bis 1951 trat er im Kabarett Kikeriki in Basel und 1951 im Kom(m)ödchen in Düsseldorf auf. In seinen Zeichnungen bearbeitete er gerne sportliche Themen. Er «war ein profilierter, weit über die Schweizer Grenzen hinaus bekannter und vielfach ausgezeichneter Cartoonist».
1988 wurde Spahr mit dem Ehrespalebärglemer geehrt. Zu seinen bekannten Werken gehörten die Zeichnungen für den Nebelspalter, die National-Zeitung, den Brückenbauer und die Woche. Insgesamt hat er etwa 10'000 Zeichnungen angefertigt. Spahr wirkte beim Aufbau des Karikatur & Cartoon Museums Basel bestimmend mit und war dessen erster Kurator von 1978 bis 1995.
Jürg Spahr fand seine letzte Ruhestätte auf dem Wolfgottesacker in Basel.

## Werke
- Finden Sie das lustig? Buchverlag der Basler Zeitung, Basel 1996.
- Lulu & Co.  Buchverlag der Basler Zeitung, Basel 1996.
- Sport, Sport. Buchverlag der Basler Zeitung, Basel 1989.
- Jüsport. 1989.
- Sammlung Karikaturen & Cartoons Basel. Christoph-Merian-Stiftung, Merian, Basel 1985.
- Sport im Bild. Verlag Tip, Basel 1967.
- Basel für Anfänger. mit Hanns U. Christen. Diogenes Verlag, Zürich 1960.